# Маргарета фон Катценелнбоген

Маргарета фон Катценелнбоген (на немски: Margareta von Katzenelnbogen, Margarete von Katzenelnbogen; * ок. 1365 в Катценелнбоген, Хесен-Насау; † 17 януари 1438 във Венингс, Хесен-Дармщат) от Дом Хесен (млада линия) е графиня от Катценелнбоген и чрез женитба графиня на Изенбург-Бюдинген.
Тя е дъщеря на граф Дитер VIII фон Катценелнбоген († 1402) и първата му съпруга графиня Елизабет фон Насау-Висбаден († 1389), дъщеря на Адолф I фон Насау-Висбаден († 1370) и Маргарета фон Нюрнберг († 1382). Нейният баща Дитер VIII се жени втори път пр. 11 януари 1391 г. за графиня Анна фон Насау-Хадамар († 1404).

## Фамилия
Маргарета фон Катценелнбоген е сгодена на 26 декември 1384 г. в Ашафенбург и се омъжва през 1385 г. за граф Йохан II фон Изенбург-Бюдинген († между 25 януари 1408 и 25 юли 1409), син на граф Йохан I фон Изенбург-Бюдинген († 1395) и графиня София фон Вертхайм († 1389). Те имат две деца:
- Дитер I фон Изенбург-Бюдинген (* ок. 1400; † между 5 октомври и 20 ноември 1461), граф фон Изенбург-Бюдинген, сгоден на 2 юни 1409 г., женен пр. 26 юли 1409 г. за Елизабет фон Золмс-Браунфелс (* ок. 1410; † 18 октомври 1450), дъщеря на граф Ото I фон Золмс-Браунфелс и Агнес фон Фалкенщайн-Мюнценберг
- Елизабет фон Изенбург-Бюдинген (* ок. 1405; † 1 август 1451), омъжена на 6 юли 1421 г. за граф Бернхард II фон Золмс-Браунфелс (* ок. 1400 † 6 август 1459), син на граф Ото I фон Золмс-Браунфелс и Агнес фон Фалкенщайн-Мюнценберг